# Africanus
Africanus is een cognomen of agnomen dat "van Afrika" betekent. Het werd vaak gebruikt om veldheren die een slag in Africa hadden gewonnen te eren.
Bekende dragers van dit cognomen of agnomen zijn:
- Publius Cornelius Scipio Africanus maior
- Publius Cornelius Scipio Aemilianus Africanus minor

Daarnaast komt de aanduiding africanus in talrijke biologische soortnamen voor, zoals Acontius africanus (een spinnensoort) en Agapanthus africanus (een lelie). Australopithecus africanus is een uitgestorven mensachtige die tussen 3 en 2 miljoen jaar geleden leefde.
Een vergelijkbaar cognomen is Afer, dat "uit Afrika" (d.w.z. geboren in Afrika) betekent. Een voorbeeld hiervan is de naam:
- Publius Terentius Afer